# Conde de Molelos
Conde de Molelos é um título nobiliárquico criado por D. Miguel I de Portugal no exílio, por Decreto de data desconhecida, em favor de António Vieira de Tovar de Magalhães e Albuquerque, antes 2.º Visconde de Molelos.
Titulares
1. António Vieira de Tovar de Magalhães e Albuquerque, 2.º Visconde e 1.º Conde de Molelos.